# Aegus platyodon loeblei
Aegus platyodon loeblei es una subespecie de coleóptero de la familia Lucanidae.

## Distribución geográfica
Habita en las islas Kai (Indonesia).